# Jelena Brajša
Jelena Brajša (Zagreb, 18. kolovoza 1935. – Zagreb, 5. studenoga 2021.) bila je hrvatska socijalna radnica i humanitarna djelatnica, dugogodišnja ravnateljica Caritasa Zagrebačke nadbiskupije.

## Životopis

### Mladost i školovanje
Rodila se u Zagrebu kao najmlađe, trinaesto dijete, u poznatoj katoličkoj pravničkoj obitelji. Osnovnu i srednju školu završila je u Zagrebu. Obitelj joj je dolaskom komunističke vlasti obilježena kao klasni neprijatelj i njoj je bilo onemogućeno studiranje. Stoga 1958. godine odlazi u Beč gdje studira socijalni rad i katehetiku. U Beč je došla kao čistačica, a studirala je na bečkom Seminaru za crkvena ženska zanimanja (Seminar für kirchliche Frauenberufe). Studij joj je omogućio bečki kardinal dr Franz König, osiguravši joj stipendiju i smještaj. Dodatno se usavršavala u Parizu i Lourdesu.

### Socijalno i humanitarno djelovanje
Zagrebačkom nadbiskupu dr. Franji Šeperu stavila se 1966. godine na raspolaganje za službu u Crkvi, na što joj je on ponudio dvije mogućnosti: organizirati rad obnovljenog Caritasa ili poučavati vjeronauk. Izabrala je prvu mogućnost i bila je ravnateljica Caritasa Zagrebačke nadbiskupije od 1966. do 2005. godine. Stalno je trpila prijetnje zbog rada u Caritasu i svaki je put odolila napadima. Sve do pada komunizma crkvena pomoć tretirana je kao "ilegalni" rad.
Karitativni rad obilježio joj je rad s djecom. Prijelomna točka u djelovanju Caritasa događaj je od 29. lipnja 1969. godine, kada je trudnica pokucala na Caritasova vrata, te tjedan dana kasnije, 8. srpnja, kada je pred vratima pronašla napušteno dijete. Do njezine je smrti Caritas Zagrebačke nadbiskupije zbrinuo 5000 djece. Caritas pod njenom organizacijom danas ima oko 260 djelatnika, 33 kuće i ustanove u kojima je smješteno oko 400 djece te 200 odraslih. Pod njenim vodstvom prerastao je Caritas u jedno od najvećih nevaladinih humanitarnih udruga u Hrvatskoj i razvio je skrb za napuštenu djecu, hendikepirane, stare, nemoćne, socijalno ugrožene. Po izbijanju Domovinskog rata također prikuplja pomoć za žrtve rata. Bila je i dugogodišnja predsjednica Humanitarne mreže Hrvatske, članica Hrvatskoga žrtvoslovnog društva, te urednica Betanije, časopisa za bolesnike.

### Osobni život
Kako u poslovnom, tako i na osobno planu Jelena Brajša skrbila je za napuštenu djecu. Posvojila je četvero djece koja nose njezino prezime te još troje djece koje je prihvatila k sebi koje službeno nije usvojila. Najstarije usvojeno dijete je Tomislav Brajša, poznati glazbenik i pjevač. Toni Brajša postao je plivač i nastupio za Hrvatsku na Paraolimpijskim igrama u Tokiju.

## Javni skandali
Brajša je 2005. godine osumnjičena i optužena za prikrivanje kriminalnog djela kuhara Mije Penića, koji je tada osuđen za pokušaj silovanja štićenice u Caritasovom domu Brezovica. Sumnjalo se da je Brajša pokušala sakriti Penićev dnevnik, u kojem je detaljno opisano kazneno djelo. Optužbi je pravomoćno oslobođena 2007. godine.
Godine 2009. osuđena je za utaju poreza. Brajša je proglašena krivom za izbjegavanje plaćanja poreza i doprinosa zaposlenicima Caritasa od 2001. do 2004. godine u svoti od ukupno 5,7 milijuna kuna. Osuđena je na 11 mjeseci zatvora i 4 godine uvjetne kazne.

## Djela
Članci i prilozi u zbornicima
- [neaktivna poveznica], Obnovljeni život 6/1972.
- [neaktivna poveznica] Obnovljeni Život 6/1979.
- [neaktivna poveznica], Bogoslovska smotra, 3-4/1993.
- Djelotvorna ljubav Caritasa i Crkve prema žrtvama rata od 1991. do danas (1998.)[10]
- Osnutak Caritasa Zagrebačke nadbiskupije (2003.)[11][12]
- Solidarnost sa siromasima (2005.)[13]

## Nagrade i priznanja
Dobila je nagrade:
- 1992.: Medalja Albert Schweitzer
- 1993.: Nagrada Grada Zagreba
- 1993.: Nagrada Dr Kurt Waldheim, za zasluge na području rješavanja sukoba
- 1999.: Priznanje Osoba dijaloga-osoba godine, dodijelila Hrvatska akademska udruga
- 2000.: Humanistica svijeta[14]
- Zlatna povelja mira i humanizma, dodijelila Međunarodna liga humanista
- 2008.: Medalja s likom Majke Božje od Kamenitih vrata[15]

## Spomen
Austrijski redatelj Robert Neumüller u produkciji ORF-a snimio je dokumentarni film Jelena Brajsa, der Engel von Zagreb.

## Vanjske poveznice
Sestrinski projekti
|  | Wikicitati imaju zbirke citata o temi Jelena Brajša |

Mrežna mjesta
- Caritas Zagrebačke nadbiskupije: In memoriam – Gđa Jelena Brajša
- Večernji.hr – Darko Pavičić: Jelena Brajša bila je stup Caritasa kao što je Caritas jedan od stupova Crkve
- Fenix Magazin.de – TUŽNA VIJEST IZ ZAGREBA: Preminula Jelena Brajša, dugogodišnja ravnateljica Caritasa Zagrebačke nadbiskupije ...